# Eric Boateng
Eric Yamoah Boateng (* 20. November 1985 in London) ist ein britischer Basketballspieler ghanaischer Abstammung. Nach dem Studium in den Vereinigten Staaten spielte Boateng ein Jahr in der NBA D-League, bevor er 2011 nach Europa zurückkehrte und in Griechenland, Deutschland und Frankreich, unterbrochen von einem Abstecher nach Argentinien, spielte. 
Mit der britischen Nationalmannschaft nahm Boateng an der EM-Endrunde 2011 sowie an den Olympischen Spielen 2012 in seiner Heimatstadt London teil. Anschließend spielte er in Basketball-Bundesliga 2012/13 bei den NewYorker Phantoms aus Braunschweig.

## Karriere
Boateng kam mit 14 Jahren erst spät zum Basketball und wechselte an eine US-amerikanische High School in Delaware, wo er zum Ende seiner Schulzeit zum „High School Player of the Year“ des Bundesstaates ernannt und zum „McDonald’s All-American Boys Game“ 2005 eingeladen wurde, in der eine Auswahl der jeweils zwölf besten High-School-Spieler eines Jahrgangs aus dem US-amerikanischen Osten und Westen gegeneinander antreten. Anschließend wurde er von der für ihre Basketballmannschaft berühmte Duke University in Durham (North Carolina) zum Studium aufgenommen, wo er für die Blue Devils in der Atlantic Coast Conference der National Collegiate Athletic Association (NCAA) spielte. Hier kam er jedoch nicht gut zurecht und hatte beim Gewinner der Conference 2006, der jedoch im Achtelfinale Sweet Sixteen der NCAA Division I Basketball Championship ausschied, kaum Spielzeit. 
Daher verließ er die Duke University und wechselte nach einem Jahr an die Arizona State University in Tempe, Arizona, deren Hochschulmannschaften Sun Devils in der damaligen Pac-10 Conference spielten. Er folgte damit Herb Sendek, dem Trainer des regionalen Rivalen Wolfpack der North Carolina State University, der ebenfalls 2006 zu Arizona State wechselte. Durch den Hochschulwechsel musste Boateng den Regularien der NCAA entsprechend ein Jahr von Meisterschaftsspielen aussetzen. 
Trotz seiner wenig erfolgversprechenden Premiere im College wurde Boateng als Nachwuchshoffnung von Beginn an in die 2006 neu formierte britische Nationalmannschaft berufen, die anlässlich der Vergabe der Olympischen Spiele 2012 nach London neu formiert worden war. Mit der Nationalauswahl konnte sich Boateng zunächst einmal für den Kreis der besten Nationalmannschaften der FIBA Europa in der Division A qualifizieren. Arizona States Trainer Sendek konnte das Basketballprogramm der Sun Devils neu beleben, die ansonsten traditionell stark im American Football sind und im Basketball im Schatten des regionalen Rivalen Wildcats der University of Arizona stehen, unter anderem durch den Gewinn von James Harden für die Sun Devils.
Im ersten Spieljahr von Boateng gelang erstmals wieder die Qualifikation für die Playoffs, als man 2008 zum National Invitation Tournament eingeladen wurde. Nach der Finalniederlage im Meisterschaftsturnier der Conference erreichte man in der landesweiten Endrunde der NCAA 2009 die zweite Runde. Nach dem Verlust von Harden, der vorzeitig in die am höchsten dotierte Profiliga NBA wechselte, konnte man diese Erfolge 2010 nicht mehr wiederholen.
Nach Ende seines Studiums 2010 wurde Boateng im NBA Draft nicht ausgewählt, konnte sich aber in der Summer League im Trikot der New York Knicks für einen Vorvertrag bei den Denver Nuggets empfehlen. Dort wurde er vor Saisonbeginn aus dem endgültigen Saisonkader gestrichen und in deren damaliges „Farmteam“ Idaho Stampede in der NBA D-League abgegeben. Im Januar 2011 wechselte Boateng innerhalb der Liga zu den Austin Toros. 
Nachdem Boateng 2009 als einer der letzten Spieler aus dem Endrundenkader der britischen Nationalmannschaft, die sich erstmals für eine Endrunde der Basketball-Europameisterschaften qualifiziert hatte, gestrichen worden war, war er bei der erneuten Teilnahme bei der EM-Endrunde 2011 mit dabei. Die Briten schieden mit zwei Siegen aus fünf Spielen in der ersten Runde aus. 
In der Spielzeit 2011/12 schloss sich Boateng im November 2011 dem griechischen Erstligisten GS Peristeri aus einem Vorort der Hauptstadt Athen an. Nach nur sieben Meisterschaftsspielen wurde der Vertrag nach einer Verletzung Boatengs im Januar 2012 wieder beendet. Trotz des frühen Saisonendes konnte sich Boateng in den Olympiakader der britischen Nationalmannschaft spielen, die als Gastgeber der Olympischen Spiele 2012 automatisch qualifiziert waren. Beim olympischen Basketballturnier in seiner Heimatstadt wurde Boateng in drei Spielen eingesetzt, davon die meiste Zeit mit beim abschließenden hohen Sieg über China, wo er zehn Punkte und sechs Rebounds in 14 Minuten Einsatzzeit markierte. Der einzige Sieg in fünf Vorrundenspielen konnte aber das frühe Ausscheiden des Gastgebers aus dem Turnier nicht verhindern, während Boatengs ehemaliger Mannschaftskamerad James Harden mit der favorisierten US-Auswahl den Olympiasieg verteidigen konnte.
Zur Saison 2012/13 wechselte Boateng zum deutschen Erstligisten New Yorker Phantoms Braunschweig, die nach einem Probevertrag für die komplette Spielzeit verpflichteten. Zu mehr als zum erneuten Klassenerhalt reichte es für die Braunschweiger in jener Spielzeit nicht, in der Boateng auf knapp acht Punkte und sechs Rebounds pro Spiel kam. Zur Saison 2013/2014 erhielt Boateng in Braunschweig keinen neuen Vertrag, nachdem zuvor ein neuer Headcoach die Mannschaft übernommen hatte. 
Boateng nahm im Sommer an verschiedenen Workouts von NBA-Teams teil und wurde im Oktober 2013 ins Trainingscamp der Los Angeles Lakers eingeladen. Anschließend spielte er im November und Dezember 2013 in Argentinien für Club La Union aus Formosa. Im Januar 2014 bekam er schließlich einen befristeten Vertrag beim französischen Traditionsverein und Erstliga-Rückkehrer Élan Béarnais aus Pau, bei dem er jedoch nur einen Monat blieb und nach fünf Einsätzen verließ. Ein Jahr später war er wieder in Frankreich aktiv, jedoch nur in der dritten Liga NM1 beim ehemaligen Erstligisten und früheren Europapokalteilnehmer aus Mülhausen im Elsass. Nachdem dieser in den Play-offs den Aufstieg verpasst hatte, wechselte Boateng zur folgenden Saison zum Ligakonkurrenten ADA Basket 41 aus Blois an der Loire.